# Thelcticopis convoluticola
Thelcticopis convoluticola là một loài nhện trong họ Sparassidae.
Loài này thuộc chi Thelcticopis. Thelcticopis convoluticola được Embrik Strand miêu tả năm 1911.